# Dysdera meschetiensis
Dysdera meschetiensis là một loài nhện trong họ Dysderidae.
Loài này thuộc chi Dysdera. Dysdera meschetiensis được miêu tả năm 1979 bởi Mcheidze.